# توربیان یاگلان
توربیان یاگلان (نروژی: Thorbjørn Jagland; زاده ۵ نوامبر ۱۹۵۰م در درامن)، یکی از سیاستمداران حزب کارگر نروژ است. وی از سال ۱۹۹۶ تا ۱۹۹۷، در مقام سی و دومین نخست‌وزیر، در رأس هیئت دولت نروژ، قرار داشت. سپس از سال ۲۰۰۰ تا ۲۰۰۱، ریاست وزارت خارجه نروژ را بر عهده داشت. همچنین وی از سال ۲۰۰۹ تا ۲۰۱۹، دبیرکل شورای اروپا بود.
توربیان یاگلان، برای اولین بار در سال ۱۹۹۳م، به نمایندگی از مردم بوسکرود، به عضویت مجلس ملی نروژ انتخاب شد و تا سال ۲۰۰۹، که از شرکت در انتخابات صرف نظر کرد، نماینده مجلس بود. یاگلان، بین سالهای ۱۹۹۲ تا ۲۰۰۲م، حزب کارگر نروژ را رهبری کرد؛ و از سال ۲۰۰۵ تا ۲۰۰۹، رئیس مجلس ملی نروژ بود.
توربیان یاگلان، در سال ۱۹۶۹، یک دوره تحصیلی در رشته اقتصاد را در دانشگاه اسلو آغاز کرد، اما هرگز در امتحانات پایانی شرکت نکرد.